# I Still Have Faith in You
Az I Still Have Faith in You című dal a svéd ABBA együttes első kimásolt kislemez dala a közel 40 év után megjelent 9. Voyage című stúdióalbumról. A dal egy kislemezen jelent meg a Don't Shut Me Down című dallal együtt. A dalt Anni-Frid Lyngstad  énekli.
A dal egy óda, mely a barátságról, és annak kötelékéről szól, mely a válás ellenére is fennmaradt. A dalt epikus balladának is leírták. Ez a négy tag közötti kötődést ábrázolja. A dalt a Grammy-díjátadón az év dalának jelölték, mely az ABBA első Grammy jelölését jelentette.

## Előzmények
Az együttes 2018 őszén jelentett be, hogy két új dalt rögzítettek 2017 júniusában. A dal alapjai Benny Andersson 2015-ös instrumentális dalára, a "Kyssen" (A csók) címűre támaszkodik, mely a svéd "The Circle" című filmben is hallható.

## Kritikák
Mark Savage a BBC munkatársa méltatta a dalt, és azt nyilatkozta, hogy a dal lassan, fenségesen épül fel, elérve egy csillagászati csúcspontot, mely tele van erős akkordokkal, és harmóniával. Helen Brown a The Independenttől kijelentette, hogy ez a dal az, mely a legjobban megmozgatta a rajongókat. Kate Mossman a New Statesman munkatársa úgy gondolta, hogy a dalban benne van a "The Winner Takes It All" című dal szelleme, melyek alacsony szintre jutnak, és szokatlan a kortárs zenében. Stephen Rehm Rozanes a Musikexpress munkatársa úgy vélekedett, hogy a dal a Voyage album legszebb pillanatát adja vissza.
A New York Post a dalt 2021 4. legrosszabb dalának minősítette.

## Videoklip
A klipben az 1977 és 1979-es turnék alkalmával készült archív felvételek láthatóak. Itt látható először az ABBAtars, az ABBA négy tagjának digitális avatárja, melyben úgy néznek ki, mint a 70-es években.
A videót a megjelenést követő 24 órában 24 millióan nézték meg a YouTube csatornán, mely 12 országban, Így az Egyesült Királyságban is az első három helyezett között áll a csatorna felkapott klipek rangsorában.

## Slágerlista
| Slágerlista (2021)                    | Legmagasabb pozíció |
| ------------------------------------- | ------------------- |
| Ausztrália (ARIA)                     | 39                  |
| Ausztria (Ö3 Austria Top 40)          | 19                  |
| Belgium (Ultratop 50 Flanders)        | 24                  |
| Croatia (ARC 100)                     | 17                  |
| Denmark (Tracklisten)                 | 17                  |
| Európa (Euro Digital Songs)           | 2                   |
| Finnország (Singlet Top 20)           | 7                   |
| Németország (Media Control Charts)    | 3                   |
| Global 200 (Billboard)                | 62                  |
| Magyarország (Single Top 40)          | 11                  |
| Iceland (Plötutíðindi)                | 38                  |
| Írország (IRMA)                       | 18                  |
| Hollandia (Single Top 100)            | 21                  |
| New Zealand Hot Singles (RMNZ)        | 6                   |
| Norvégia (VG-lista)                   | 13                  |
| Svédország (Sverigetopplistan)        | 2                   |
| Svájc (Schweizer Hitparade)           | 6                   |
| Egyesült Királyság (UK Singles Chart) | 14                  |